# AD Arganda
Die Agrupación Deportiva Arganda ist ein spanischer Fußballverein aus Arganda del Rey in der Autonomen Gemeinschaft Madrid, Spanien. Der Verein wurde 1964 gegründet und trägt seine Heimspiele im Estadio Municipal de Arganda aus, welches Platz für 3000 Zuschauer bietet.

## Vereinsgeschichte

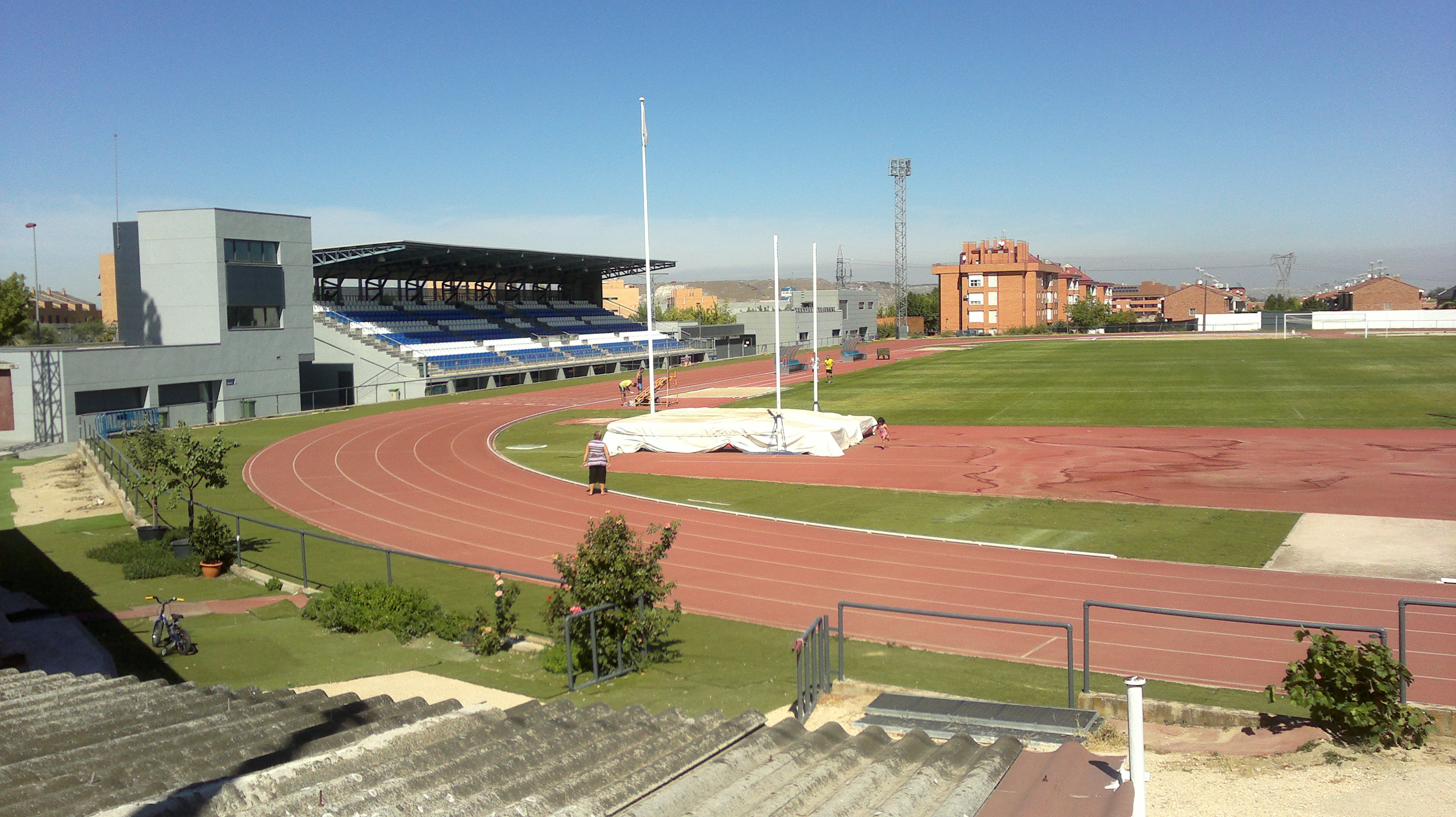
Stadion des Vereins

Der Verein wurde am 14. Februar 1964 von Julian Vadillo und Juanjo Pozo gegründet. Er verbrachte die ersten Saisons in den Regionalligen der autonomen Gemeinschaft Madrid und schaffte zur Saison 1974/75 erstmals den Aufstieg in die Tercera División, welche zu dieser Zeit noch die dritthöchste Spielklasse in Spanien war. Der Verein stieg aber nach nur einer Saison wieder ab. Von der Saison 1977/78 an konnte man wieder vier Saisons in der Tercera División verbringen. Nachdem der Verein in den achtziger Jahren noch zwei weitere Spielzeiten in der vierten Liga spielen konnte, stieg der Verein für lange Zeit in die unteren Klassen der Regionalligen ab. Erst zur Saison 2009/10 gelang als Gruppensieger der Preferente wieder der Aufstieg in die Tercera División, wo aber der direkte Wiederabstieg erfolgte. Zurzeit spielt AD Arganda in der fünftklassigen Preferente Madrid.